# Йосеф Хаїм Бреннер
Йосеф Хаїм Бреннер (івр. יוסף חיים ברנר, варіанти імені:. Йосип, Йосип Хаїм, тимчасовий псевдонім Дж Хевер, 11 вересня 1881, Нові Млини, Сосницький повіт, Чернігівська губернія — 2 травня 1921 року, на південь від Яффи) — івритомовний письменник, літературний критик і перекладач, один з піонерів сучасної літератури на івриті.

## Біографія
Народився у бідній єврейській сім'ї в Нових Млинах, навчався в різних ешивах, у тому числі в Почепі (де подружився із сином директора Урі Гнєсіних), пізніше переїхав до Гомеля, де опублікував своє перше оповідання «Буханець хліба», а потім, в 1901 році, і збірка коротких оповідань.
У 1902 році був призваний в армію, але з початком російсько-японської війни дезертирував. Був узятий в полон, але за допомогою Бунда (куди вступив ще в юності) втік до Лондона, де жив в районі Вайтчепел, редагував і видавав журнал «Ха-Меорер» («Будильник») на івриті і брав активну участь у соціалістичному русі Поалей Ціон.
У 1908 році переїхав до Лемберга, де був редактором журналу, опублікував на мові їдиш монографію про життя письменника Авраама Мапу.
У 1909 році емігрував до Палестини, що була частиною Османської імперії, працював на фермі в Хадері, прагнучи реалізувати свої сіоністські погляди, але потім виїхав спочатку до Єрусалиму, а пізніше (в 1915 році) — в Яффи, де присвятив себе літературній діяльності та викладання івриту та літератури в гімназії «Герцлія» в Тель-Авіві. У роки Першої світової війни прийняв османське громадянство, що виключало виїзд з країни.
У Палестині Бреннер був редактором декількох журналів, а в 1920 році став одним із засновників Гістадруту. У своїй творчості Бреннер звеличував ідеали сіонізму, а й суперечив самому собі, стверджуючи, що Ерец Ісраель — просто ще одна діаспора і не відрізняється від інших діаспор.
Загинув 2 травня 1921 під час арабських заворушень в Яффі.

## Пам'ять
На честь Йосефа Хаїма Бреннера названий найбільший кібуц Ізраїлю Гиват Бреннер на південь від Реховота.
Іменем Бреннера названа найпрестижніша літературна премія — Бреннерівська.